# John Murphy (ciclista)
John Murphy (Jacksonville, Florida, 15 de desembre de 1984) és un ciclista estatunidenc, professional des del 2004 i actualment a l'equip Holowesko-Citadel Racing Team.

## Palmarès
- 2005
  - Vencedor d'una etapa al Valley of the Sun Stage Race
- 2008
  - 1r al Tour de Taiwan
  - Vencedor d'una etapa al Fitchburg Longsjo Classic
- 2009
  -  Campió dels Estats Units en Critèrium
- 2012
  - Vencedor d'una etapa al Valley of the Sun Stage Race
- 2014
  -  Campió dels Estats Units en Critèrium
- 2015
  - 1r a la Joe Martin Stage Race i vencedor de 2 etapes
  - Vencedor d'una etapa a l'USA Pro Cycling Challenge
- 2016
  - Vencedor d'una etapa al Herald Sun Tour
  - Vencedor d'una etapa al Tour de Langkawi
- 2017
  - 1r a la Delta Road Race
  - Vencedor d'una etapa al Tour de Utah
  - Vencedor d'una etapa a la Colorado Classic
- 2018
  - Vencedor d'una etapa al Circuit de les Ardenes

### Resultats al Giro d'Itàlia
- 2010. Abandona (8a etapa)